# 木村純
木村 純（きむら じゅん、1960年 - ）は、日本の作曲家・合唱指揮者・音楽教育家。北海道千歳市で生まれ。

## 概要
大学で福祉学を学び、その後東京で眼龍義治に作曲を学ぶ。ヴァイオリンやピアノを弾き、ワーグナーの楽劇や宗教音楽なども興味を持ち、バッハのカンタータなどの北海道での紹介に努める。作曲家としての作風は調性を基調として保守的ではあるが、作曲コンクールでの入賞や、初演を自分で暗譜して指揮などをする。札幌市に住み、現地と函館市の北海道教育大学函館校で作曲理論を教え、現在は札幌音楽専門学院教授をしている。
代表作は合唱曲が多く、女声合唱組曲「海鳴り」や「赤ちゃんの目」、「沃野輝く」 男声合唱とピアノのための組曲 、マンドリンオーケストラのための「夕暮れ」、ピアノとオーケストラのための「ファンタジア・コンチェルタータ」などがある。